# Колупаєва Алла Анатоліївна
А́лла Анато́ліївна Колупа́єва (нар. 15 березня 1959 року, Бородянка) — педагог, доктор педагогічних наук (2007), професор (2010), член-кореспондент НАПНУ (2016), заслужений діяч науки і техніки України (2016), фахівець у галузях корекційної педагогіки та інклюзивної освіти.

## Біографічні дані
Народилася 15 березня 1959 року в Бородянці.
У 1981 році закінчила Київський педагогічний інститут. Працювала вчителем. З 1985 по 1995 рік викладала у Рівненському педагогічному інституті. 
З 1999 року — старший науковий співробітник, вчений секретар, з 2009 року — заступник директора з наукових питань Інституту спеціальної педагогіки НАПНУ.

## Наукова робота
Наукові дослідження: методологічні основи здобуття освіти особами з порушеннями психофізичного розвитку, залучення дітей з особливими освітніми потребами до загальноосвітнього процесу. До кола наукових інтересів вченої також входить тема інклюзивної освіти осіб з особливими освітніми потребами, деінституціалізаційні процеси в Украіні.
Здобула науковий ступінь доктора педагогічних наук, захистивши перше в Україні докторське дисертаційне дослідження з проблем інклюзивної освіти у 2007 році.
Авторка понад 150 публікацій з інклюзивної освіти, серед них навчально-методичні посібники, програми, рекомендовані МОН для педагогів закладів загальної середньої та вищої освіти, фахівців, які працюють з дітьми з особливими потребами. Брала участь в розробці підручників для дітей з особливими потребами, зокрема «Буквар» для дітей з важкими порушеннями мовлення, «Рідна мова» для дітей із затримкою психічного розвитку. Очолювала робочі групи з розроблення організаційно-методичного забезпечення інклюзивно-ресурсних центрів, програмно-методичного забезпечення навчання учнів з особливими потребами, критеріїв навчальних досягнень учнів.
Очолювала та була членом журі Всеукраїнського конкурсу студентських наукових робіт з інклюзивної освіти (2012—2018).

### Основні праці
За ЕСУ:
- Рідна мова: підруч. для 4 кл. спец. заг.-осв. школи інтенсив. пед. корекції. — 2005 (співавтор);
- Педагогічні основи інтегрування школярів з особливостями психофізичного розвитку у загальноосвітні навчальні заклади. — 2007;
- Інклюзивна освіта: реалії та перспективи. — 2008;
- Діти з особливими потребами та організація їх навчання. — 2010 (співавтор); (усі — Київ)[1].

## Нагороди
- Почесна грамота Верховної Ради України, Кабінету Міністрів України, Міністерства освіти і науки України;
- Нагрудний знак «Відмінник освіти»;
- Медаль НАПН України «Григорій Сковорода»;
- «Заслужений діяч науки і техніки України»[3].

## Джерело
- О. М. Таранченко. Колупаєва Алла Анатоліївна // Енциклопедія сучасної України / ред. кол.: І. М. Дзюба [та ін.] ; НАН України, НТШ. — К. : Інститут енциклопедичних досліджень НАН України, 2014. — Т. 14 : Кол — Кос. — 767 с. — ISBN 978-966-02-7304-7.